# Zúgdidi
Zúgdidi (gerogià: ზუგდიდი; Mingrelià: ზუგიდი, literalment "Turó Gran") és una ciutat de Geòrgia a la província històrica de Samegrelo (Mingrèlia) a la part nord-oest de la província, a 30 km de la costa de la mar Negra i altres 30 de les muntanyes d'Ègrissi. El 2014 la seva població era de 42.998 habitants. És la capital de la regió de Samegrelo-Zemo Svaneti.
Els llocs més destacats són el palau de la Reina i el palau de Nico o Nicolau, el darrer rei de Mingrèlia, avui museus dels Dadiani, i la Catedral de la icona de la Mare de Déu de Blaquernes (1825-1830) i del Mantskhvar-kari (segles x-xiv). Hi ha també un antic jardí botànic (Jardí de la Reina) i un bulevard. Al museu del Palau Dadiani hi ha un sudari de la verge Maria i la mascara funerària de Napoleó.
Fou la capital històrica de Mingrèlia (Odishi) fins a 1857 quan el principat fou annexionat a Rússia. Després de la independència de Geòrgia el president Zviad Gamsakhurdia fou enderrocat per un cop d'estat amb suport de les forces russes al país que van instal·lar al poder a l'exministre soviètic d'afers exteriors Eduard Xevardnadze; la guerra civil de baixa intensitat va durar un any i mig; Xevardnadze va lliurar una guerra desastrosa contra Abkhàzia (estiu del 1993), que li va fer perdre la regió i va causar 300.000 refugiats (setembre de 1993). Gamsakhurdia va aprofitar per retornar i va establir un govern constitucional a Zúgdidi (el seu major suport estava a Mingrèlia) i va reunir un exèrcit considerable que foren armats amb l'armament abandonat per les tropes georgianes en derrota a Abkhàzia. La guerra era total a l'octubre i els gamsakhurdistes van capturar diverses ciutats i avançaven cap a Kutaisi, ocupant també el port de Poti; però aquest port era vital per Rússia i Armènia i el món va començar a fer costat a Xevardnadze a canvi de la unió d'aquest a la Comunitat d'Estats Independents. Rússia va mobilitzar tropes en ajut del govern georgià (20 d'octubre). La revolta fou esclafada i Zúgdidi va caure finalment el 6 de novembre de 1993.

## Galeria

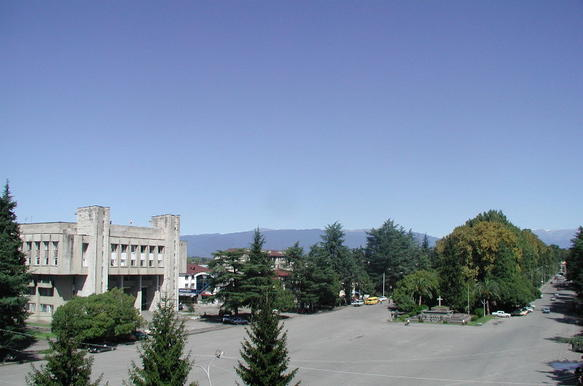
Plaça central
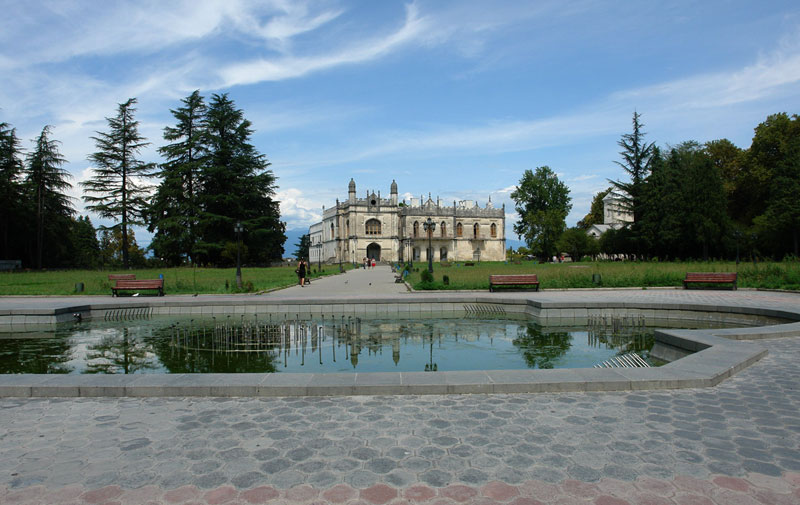
Palau Dadiani
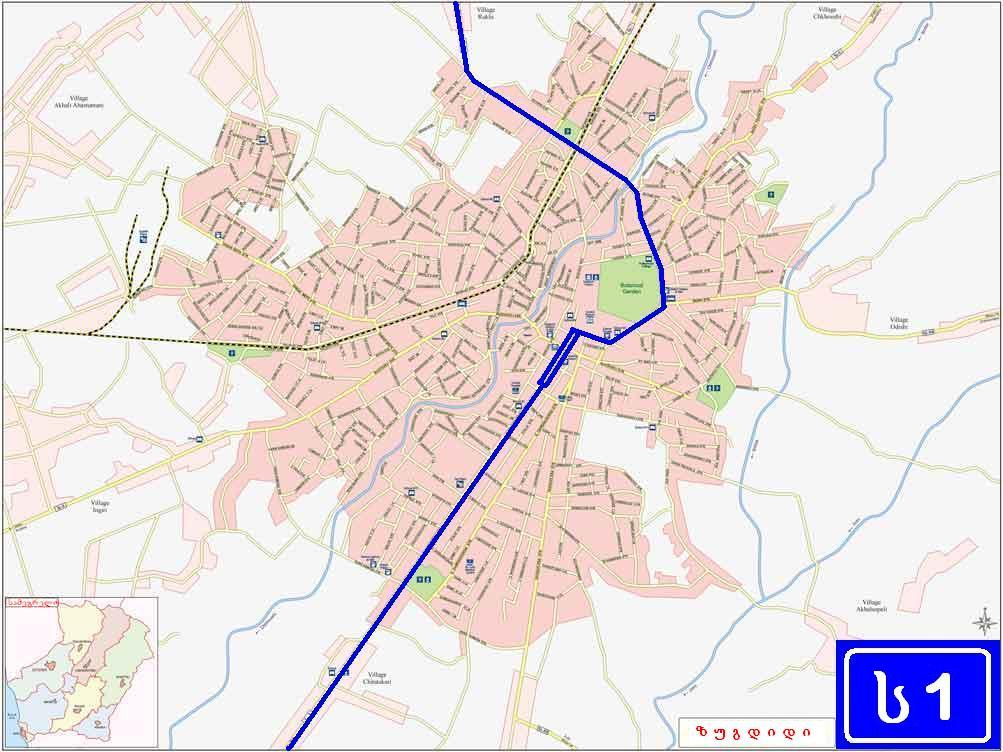
Planol